# Milutin Milanković

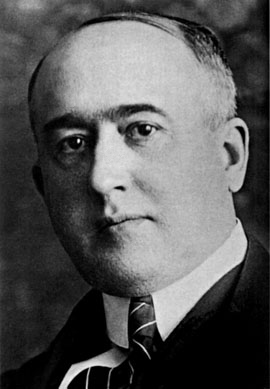
Milutin Milanković

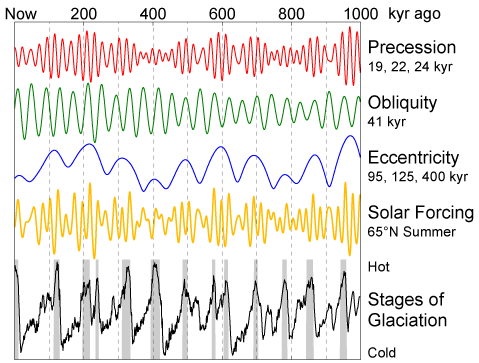
De Milanković-parameters (ook: Milankovitch-parameters) zijn astronomische grootheden die cyclische variaties veroorzaken. Ze zijn opgesteld door de Servisch wiskundige Milutin Milanković..

Milutin Milanković (Servisch: Милутин Миланковић) (Dalj (Oostenrijks-Hongaarse monarchie), 28 mei 1879 – 12 december 1958) was een Servische ingenieur en geofysicus. Zijn grootste bekendheid kreeg hij door zijn theorie die hij in 1920 over klimaatveranderingen over grote tijdsperioden opstelde.
Hij studeerde aan het Weense Technische Instituut, waar hij in 1904 zijn ingenieursdiploma behaalde. In 1909 werd hij benoemd aan de Universiteit van Belgrado. Zijn levenswerk bestond uit het formuleren van een wiskundige theorie over de variaties in de baan van de aarde om de zon.

## Milanković-parameters
Deze cyclische variaties zijn het gevolg van de zogenoemde Milanković-parameters:
- variaties in de excentriciteit van de aardbaan (periode van 100.000 jaar)
- verandering van de hoek van de aardas ten opzichte van de omloopbaan (obliquiteit) (periode van 40.000 jaar)
- de precessie van de aardas (periode van 26.000 jaar, hoewel Milanković 23.000 aangeeft)

De cycli bepalen de intensiteit en verdeling van zonne-instraling op aarde, en daarmee zijn ze in belangrijke mate verantwoordelijk voor de (lange-termijn) variaties in het klimaat. Het begin van de ijstijden tijdens het Pleistoceen hangt samen met minima in de zonne-instraling en de opeenvolgende glacialen en interglacialen binnen een ijstijd hangen nauw samen met de variaties in zonne-instraling.
In 1976 werden zijn in theorie aanvaarde cycli door middel van stratigrafisch en paleomagnetisch onderzoek ondersteund.